# 田中博 (実業家)
田中 博（1867年（慶応3年）8月～没年不詳）は日本の実業家。
税務官を出発点とし、その経験を足場に、その後電力会社や鉄道会社の各種事業界で活躍した。
1935年までに、京都電灯社長、京都商工会議所会頭、大聖寺川水田社長。また、大同電力、関西共同火力発電、比叡山鉄道の各社の取締役、京阪電気鉄道の監査役、愛宕山鉄道の相談役など。

## 生涯
旧新発田藩士神職長谷川長宗の三男として新潟県北蒲原郡古木村に生まれた。1885年、同藩士の田中留五郎の養子となる。
1888年、税務属となり、1898年に司税官となり、その後青森、京都、横浜の各税務署長を歴任した。
1908年に税務監督官となり、従六位勲五等に叙せられる。
1909年に官を辞して実業界へ。京都電灯会社に招聘されて支配人を務めた。1911年同取締役となり支配人を兼ねる。1912年常務取締役となった。1927年に同社長に就任。